# Jack de Vries (voetballer)
Jack de Vries (Akron, 28 maart 2002) is een Amerikaanse voetballer met Nederlandse roots die bij voorkeur als aanvaller voor FC Den Bosch speelt. 

## Carrière
Jack de Vries speelde in zijn jeugdjaren voor het Belgische Anderlecht, in zijn moederland voor Philadelphia Union en op huurbasis in Italië voor Venezia FC. Voordat hij in Venetië ging voetballer had hij al zijn debuut gemaakt voor het tweede en eerste elftal van Philadelphia Union. Venezia FC nam De Vries in de zomer van 2022 definitief over. Nadat hij in de eerste seizoenshelft drie maal in actie was gekomen werd de aanvaller in 2023 verhuurd aan het Finse KTP Kotka en in het seizoen 2023/24 aan Vis Pesaro. Mede door blessures werd zijn aflopende contract in Italië na twee seizoenen niet verlengd.
In de zomer van 2025 tekende De Vries, na een succesvolle stageperiode van vijf weken, een contract voor twee seizoenen, met de optie voor nog een jaar, bij FC Den Bosch.

## Clubstatistieken
| Seizoen | Club                  | Competitie       | Competitie | Competitie | Beker | Beker | Overig | Overig | Totaal | Totaal |
| Seizoen | Club                  | Competitie       | Wed.       | Dlp.       | Wed.  | Dlp.  | Wed.   | Dlp.   | Wed.   | Dlp.   |
| ------- | --------------------- | ---------------- | ---------- | ---------- | ----- | ----- | ------ | ------ | ------ | ------ |
| 2019    | Philadelphia Union II | USL Championship | 3          | 0          | —     | —     | —      | —      | 3      | 0      |
| 2020    | Philadelphia Union II | USL Championship | 3          | 0          | —     | —     | —      | —      | 3      | 0      |
| 2020    | Philadelphia Union    | MLS              | 4          | 0          | —     | —     | —      | —      | 4      | 0      |
| 2021/22 | → Venezia FC          | Serie A          | 0          | 0          | 1     | 0     | —      | —      | 1      | 0      |
| 2022/23 | Venezia FC            | Serie B          | 3          | 0          | —     | —     | —      | —      | 3      | 0      |
| 2023    | → KTP Kotka           | Veikkausliiga    | 13         | 1          | 3     | 2     | 4      | 1      | 20     | 4      |
| 2023/24 | → Vis Pesaro          | Serie C          | 18         | 0          | —     | —     | 1      | 0      | 19     | 0      |
| Totaal  | Totaal                | Totaal           | 44         | 1          | 4     | 2     | 0      | 1      | 53     | 4      |

Bijgewerkt t/m 8 augustus 2025.

## Interlandcarrière
De Vries speelde twee interlands voor de onder 17 van de nationale ploeg van de Verenigde Staten. Zijn debuut maakte hij tijdens CONCACAF-kampioenschap voetbal onder 17. Op mei 2019 viel hij in tegen Canada -17 en twee dagen later startte hij in de basis tegen Barbados -17